# Nymphon pedunculatum
Nymphon pedunculatum is een zeespin uit de familie Nymphonidae. De soort behoort tot het geslacht Nymphon. Nymphon pedunculatum werd in 1988 voor het eerst wetenschappelijk beschreven door Arnaud & Child. 